# Jaap Mol
Jaap Mol (ur. 3 lutego 1912 w Koog aan de Zaan, zm. 9 grudnia 1972 w Amsterdamie) – holenderski piłkarz, reprezentant kraju.

## Kariera klubowa
Mol urodził się w Koog aan de Zaan. Przygodę z futbolem rozpoczął w 1928 w lokalnej drużynie KFC Koog. W 1930 roku wraz z zespołem awansował do Eerste klasse. W sezonie 1933/34 wygrali grupę Eerste Klasse West II. W 1936, po ośmiu latach gry dla drużyny KFC Koog, został piłkarzem drużyny ze stolicy Holandii, AFC DWS. Sezon 1937/38 spędził w drużynie RKAV Amstelveen.
Od 1938 grał w ekipie ZFC Zaandam, w barwach której zadebiutował 16 października 1938 przeciwko FC Hilversum. Występował w tej ekipie do 1941, do momentu zawieszenia przed zarząd ZFC. Ostatecznie Mol został zawieszony przez KNVB na 5 lat za działania sprzeczne z przepisami amatorskimi, co przyczyniło się do zakończenia przez niego kariery sportowej. 

## Kariera reprezentacyjna
Karierę reprezentacyjną rozpoczął 29 listopada w meczu przeciwko Francji, w którym jego zespół wygrał 4:3, a on sam raz wpisał się na listę strzelców. Jego ostatni mecz w reprezentacji miał miejsce 10 maja 1934 także przeciwko Francji, przegrany 4:5. 
W 1934 został powołany przez trenera Boba Glendenninga na Mistrzostwa Świata 1934 we Włoszech. Jego reprezentacja poległa w pierwszej rundzie ze Szwajcarią 2:3, a Mol nie zagrał w tym spotkaniu. Łącznie w latach 1931–1934 zagrał w 5 spotkaniach reprezentacji Holandii, w których strzelił jedną bramkę. 
| Mecze i gole w reprezentacji | Mecze i gole w reprezentacji | Mecze i gole w reprezentacji | Mecze i gole w reprezentacji | Mecze i gole w reprezentacji | Mecze i gole w reprezentacji | Mecze i gole w reprezentacji |
| #                            | Data                         | Miasto                       | Przeciwnik                   | Gol                          | Wynik                        | Rozgrywki                    |
| ---------------------------- | ---------------------------- | ---------------------------- | ---------------------------- | ---------------------------- | ---------------------------- | ---------------------------- |
| 1.                           | 29.11.1931                   | Colombes                     | Francja                      | Gol                          | 4:3                          | towarzyski                   |
| 2.                           | 20.03.1932                   | Antwerpia                    | Belgia                       |                              | 4:1                          | towarzyski                   |
| 3.                           | 17.04.1932                   | Amsterdam                    | Belgia                       |                              | 2:1                          | towarzyski                   |
| 4.                           | 08.05.1932                   | Amsterdam                    | Irlandia                     |                              | 0:2                          | towarzyski                   |
| 5.                           | 10.05.1934                   | Amsterdam                    | Francja                      |                              | 4:5                          | towarzyski                   |

## Sukcesy
KFC Koog
- Mistrzostwo Eerste Klasse West II (1): 1933/34